# Ficus destruens
Espèce
Classification APG III (2009)
Ficus destruens est un arbre de la famille des Moraceae.  C'est un arbre  hémiépiphytique qui est endémique à la forêt tropicale humide du nord du Queensland, en Australie.

## Description
C'est un arbre monoïque qui atteint jusqu'à 32 m de hauteur. Ses feuilles font 5 à 19 cm de longueur et 16à 63 mm de large. Ses sycones sont de couleur orange ou rouge, de 13 à 19 mm de long et 11 à 16 mm de diamètre.